# Marcel Delannoy
Marcel François Georges Delannoy (ur. 9 lipca 1898 w La Ferté-Alais, zm. 14 września 1962 w Nantes) – francuski kompozytor.

## Życiorys
Początkowo studiował architekturę w École des Beaux-Arts, porzucił jednak studia by poświęcić się muzyce. Jego nauczycielami byli André Gedalge, Arthur Honegger, Jean Gallon i Louis Aubert. Pisał muzykę do licznych sztuk teatralnych oraz filmów. Opublikował pracę Arthur Honegger (wyd. Paryż 1953, 2. wyd. 1956).

## Ważniejsze kompozycje
(na podstawie materiałów źródłowych)

### Utwory orkiestrowe
- Symfonia (1933)
- Sérénade concertante (1937)
- L’homme danse (1937)
- Concerto de mai na fortepian i orkiestrę (1950)
- Symfonia na smyczki i czelestę (1952–1954)
- poemat symfoniczny Le Moulin de la galette (1958)

### Utwory kameralne
- suita Figures sonores (1929)
- Kwartet smyczkowy E-dur (1931)
- Ballade concertante na fortepian, saksofon i 11 instrumentów (1955)

### Utwory fortepianowe
- suita La clef des songes (1930)
- Diner sur l’eau (1937)
- Le prise du Guingamp (1948)
- Le cahier de Sylvine (1956)
- Musique pour moi (1961)

### Oratoria
- Maria Goretti (1953)
- Abraham et l’ange (1957)

### Opery
- Le poirier de misère (wyst. Paryż 1937)
- Ginevra (wyst. Paryż 1942)
- opera kameralna Arlequin radiophile (wyst. Paryż 1946)
- Puck (wyst. Strasburg 1949)

### Balety
- kantata baletowa Le Fou de la dame (wyst. Paryż 1928)
- Cendrillon (wyst. Chicago 1931; wersja zrewid. pt. La pantoufle de vair wyst. Paryż 1935)
- Travesti (wyst. Enghien-les-Bains 1952)
- Au royaume de la comète (wyst. Wenecja 1954)
- Les noces fantastiques (wyst. Paryż 1955)